# Программы сертификации Apple
Программы сертификации Apple — это программы, созданные Apple Inc. для проверки углублённых знаний различных областей продуктов Apple. Они предназначены для создания высокого уровня технических знаний среди специалистов, обслуживающих Macintosh, служб технической поддержки, системных администраторов и профессиональных пользователей. Сертификационные экзамены Apple предлагаются в центрах тестирования Prometric и авторизованных учебных центрах Apple.

## Сертификаты Apple

### Аппаратное обеспечение
- Apple Certified Desktop Technical (ACDT)
- Apple Certified Portable Technical (ACPT)

### Программное обеспечение

#### Mac OS X 10.4 Tiger
- Apple Certified Help Desk Specialist 10.4
- Apple Certified Technical Coordinator 10.4
- Apple Certified System Administrator 10.4

#### Mac OS X 10.5 Leopard
- Apple Certified Support Professional 10.5 (ACSP)
- Apple Certified System Administrator 10.5 (ACSA)
- Apple Certified Technical Coordinator 10.5 (ACTC)

#### Mac OS X 10.6(Snow Leopard)
- Apple Certified Support Professional 10.6
- Apple Certified System Administrator 10.6
- Apple Certified Technical Coordinator 10.6

#### Mac OS X 10.8(Mountain Lion)
| Сертификация                                      | Необходимый экзамен                   | Доступность online | Порог прохождения | Рекомендованная подготовка                        |
| ------------------------------------------------- | ------------------------------------- | ------------------ | ----------------- | ------------------------------------------------- |
| Apple Certified Associate - Mac Integration 10.8  | Mac Integration Basics Exam (9L0-408) | Доступен           | 85%               | Mac Integration Basics Guide 10.8                 |
| Apple Certified Associate - Mac Management 10.8   | Mac Management Basics Exam (9L0-414)  | Доступен           | 80%               | Mac Management Basics Guide 10.8                  |
| Apple Certified Support Professional (ACSP) 10.8  | OS X Support Essentials 10.8 Exam     |                    | 73%               | Mountain Lion 101 Course , Exam Preparation Guide |
| Apple Certified Technical Coordinator (ACTC) 10.8 | ACTC 10.8 Recertification Exam        |                    | 72%               | Mountain Lion 101 and Mountain Lion 201 courses   |
|                                                   | OS X Support Essentials 10.8 Exam     |                    | 73%               | Mountain Lion 101+201 ACTC Bootcamp course        |
|                                                   | OS X Server Essentials 10.8 Exam      |                    | 75%               | Exam Preparation Guide                            |